# Richard von Mises
Richard Edler von Mises (ur. 19 kwietnia 1883 we Lwowie, zm. 14 lipca 1953 w Bostonie) – austriacko-amerykański naukowiec pochodzenia żydowskiego; matematyk, inżynier i filozof. Profesor Uniwersytetu Harvarda i wcześniej Uniwersytetu w Strasburgu.
Mises zajmował się głównie probabilistyką i matematyką stosowaną, zwłaszcza w inżynierii mechanicznej: mechaniką płynów, aerodynamiką i statystyką aeronautyki. Młodszy brat ekonomisty Ludwiga von Misesa.

## Życiorys
Ukończył studia na Uniwersytecie Technicznym w Wiedniu. W latach 1909–1918 był profesorem matematyki stosowanej uniwersytecie w Strasburgu. Od 1939 w USA, gdzie od 1944 pracował na Uniwersytecie Harwardzkim.
Wniósł znaczący wkład w rozwój statystyki matematycznej i teorii prawdopodobieństwa, a także do teorii aerodynamiki i filozofii (Positivism. A study in human understanding 1951). Niezależnie od polskiego uczonego M.T. Hubera sformułował hipotezę wytężenia materiału powszechnie wykorzystywaną w mechanice.